# Шведское вторжение в Бранденбург (1674—1675)
Шведское вторжение в Бранденбург (1674—1675) (нем. Schwedeneinfall 1674/75) — занятие владений маркграфства Бранденбург шведской армией в период с 26 декабря 1674 года до конца июня 1675 года. Шведское вторжение вызвало шведско-бранденбургскую войну, которая позже расширилась в североевропейский конфликт, продолжавшийся до 1679 года.
Поводом к вторжению стало участие 20 000 бранденбургских солдат против Франции во франко-голландской войне. В результате Швеция, традиционный союзник Франции, заняла владения Бранденбурга с целью принудить бранденбургского курфюрста Фридриха Вильгельма I к миру с Францией. В начале июня 1675 года курфюрст и его 15-тысячная армия покинули Франконию и вернулись на территорию Бранденбурга. В последующей кампании, длившейся менее десяти дней, курфюрст заставил шведские войска эвакуироваться с территории Бранденбурга.

## Предыстория
После Деволюционной войны Людовик XIV, король Франции, настаивал на возмездии в отношении голландских Генеральных штатов и начал дипломатическую деятельность с целью полностью изолировать Голландию. 24 апреля 1672 года в Стокгольме Франция заключила секретный договор со Швецией, который обязывал скандинавскую державу выставить 16 000 солдат против любого немецкого государства, которое оказывало бы военную поддержку Голландии.

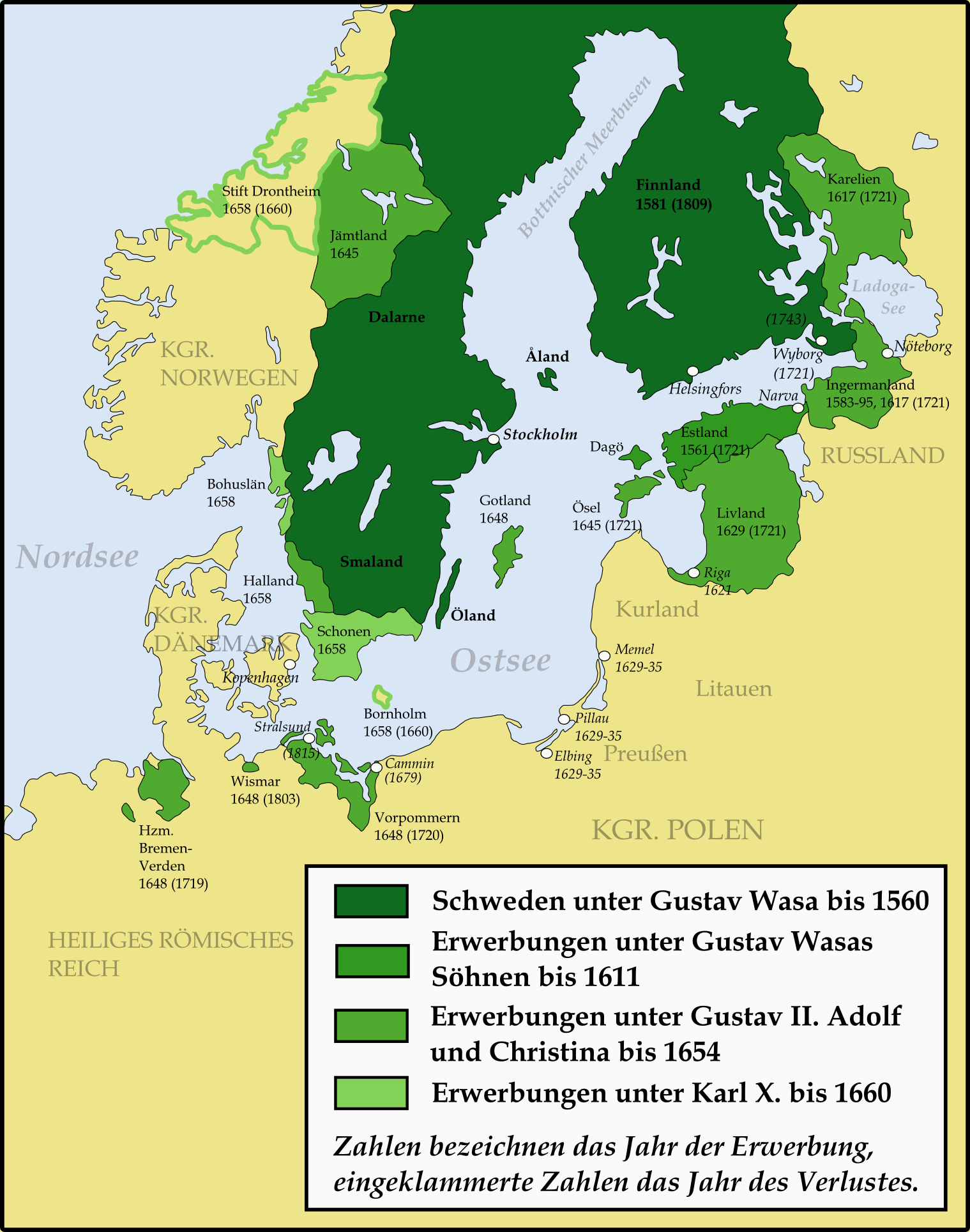
Шведские владения в XVII веке

Сразу после этого в июне 1672 года Людовик XIV вторгся в Голландию, начав тем самым франко-голландскую войну, и подступил к Амстердаму. Курфюрст Бранденбурга в соответствии с положениями заключённого ранее договора поддержал голландцев в борьбе против Франции 20 тысячами солдат в августе 1672 года. В декабре 1673 года Бранденбург-Пруссия и Швеция заключили десятилетний оборонительный союз. Однако обе стороны предусмотрели для себя свободу выбора союзников в случае войны. Ввиду этого оборонительного союза со Швецией курфюрст Бранденбургский не ожидал, что Швеция вступит в войну на стороне Франции в период его действия. Несмотря на заключённый 16 июня 1673 года сепаратный Фоссемский договор между Бранденбургом и Францией, курфюрст Бранденбурга присоединился к войне против Франции в следующем году, когда в мае 1674 года император Священной Римской империи объявил «имперскую войну» (Reichskrieg) против Франции.
23 августа 1674 года 20 000 бранденбургских солдат выдвинулись из Бранденбурга в Страсбур. Курфюрст Фридрих Вильгельм и курпринц Карл Эмиль Бранденбургский сопровождали эту армию. Иоганн Георг II, князь Ангальт-Дессау, был назначен штатгальтером (губернатором) Бранденбурга.
Благодаря взяткам и обещаниям помощи Франция преуспела в том, чтобы убедить своего традиционного союзника, Швецию, избежавшую в 1660 году потери Померании лишь благодаря вмешательству Франции при подписании Оливского мира, вступить в войну против Бранденбурга. Решающим фактором стало беспокойство шведского двора, что возможное поражение Франции приведёт к политической изоляции Швеции. Цель вступления Швеции в войну состояла в том, чтобы занять беззащитные владения Бранденбурга и вынудить Бранденбург-Пруссию вывести свои войска из зон военных действий на Верхнем Рейне и в Эльзасе.

## Подготовка к войне

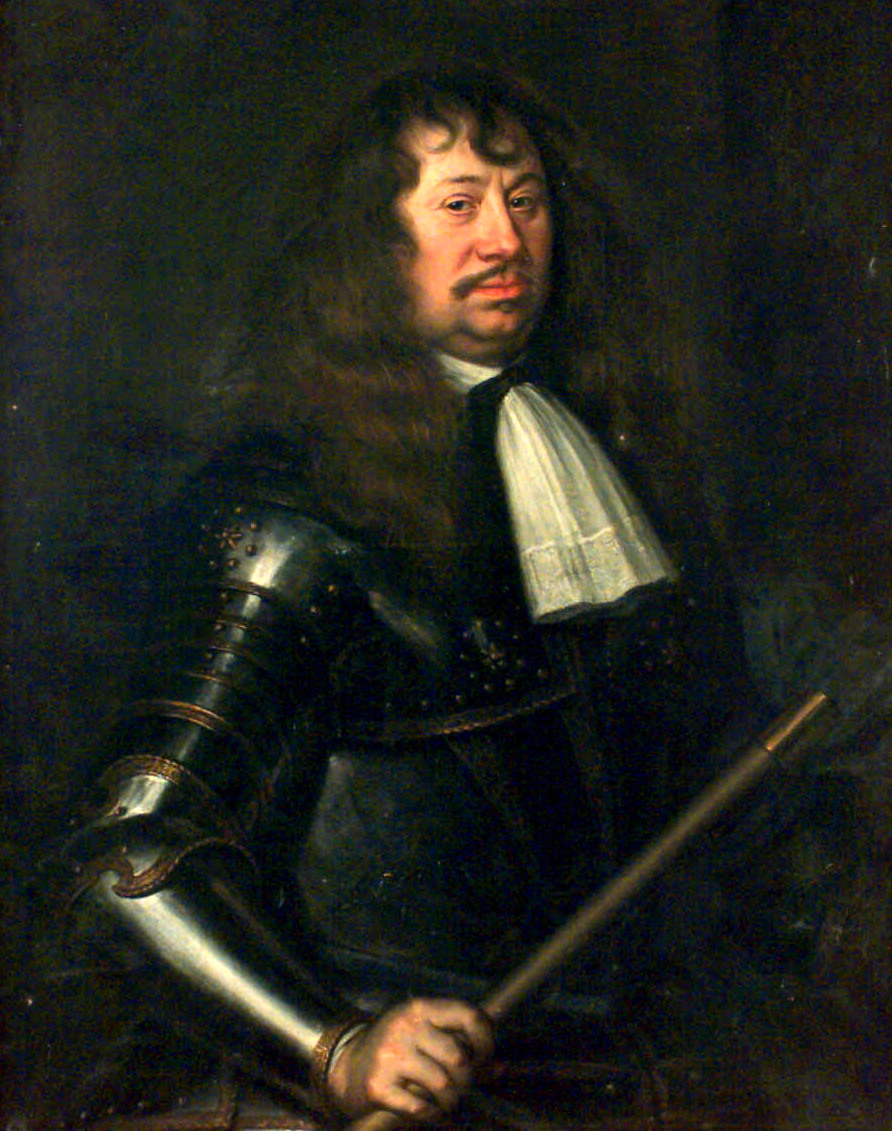
Шведский командующий фельдмаршал Карл Густав Врангель

Шведы начали собирать силы вторжения в Шведской Померании. С сентября все больше сообщений об этих манёврах поступали в Берлин. В частности, губернатор Бранденбурга в начале сентября уведомил курфюрста о разговоре со шведским посланником Вангеллином, в котором тот заявил, что до конца месяца в Померании будет собрано не менее 20 тысяч шведских войск. Сообщения о готовящейся атаке шведской армии участились, когда во второй половине октября было сообщено о прибытии в Волгаст шведского главнокомандующего Карла Густава Врангеля.
Иоганн Георг II Ангальт-Дессау, обеспокоенный известием о сборе шведских войск, несколько раз интересовался у фельдмаршала Врангеля в конце октября через полковника Микрандера о причинах этих движений войск. Врангель, однако не смог определённо ответить и отказался от диалога с губернатором Бранденбурга. В середине ноября Иоганн Георг II уже не сомневался в готовящемся вторжении Швеции, но точные причины и мотивы этой неминуемой агрессия оставались неясными.

Несмотря на тревожные известия из Берлина, курфюрст Фридрих Вильгельм не верил в реальность вторжения Швеции в Бранденбург. Он выразил свои мысли в письме к губернатору Бранденбурга от 31 октября 1674 года, в котором среди прочего говорилось:
«Я считаю, что шведы выше этого, и не думаю, что они сделают такую подлость»
Фридрих Вильгельм I
Силы сборной шведской армии вторжения к концу декабря 1674 года, согласно источнику Theatrum Europaeum, были следующими: 11 полков пехоты общей численностью в 7 620 человек, 8 полков кавалерии общей численностью в 6 080 человек, 15 орудий различных калибров.
Силы, оборонявшие Бранденбург после ухода основной армии в Эльзас, были жалкими. У курфюрста было мало солдат, и они были в основном старослужащими или инвалидами. Немногочисленные боевые подразделения Бранденбурга в основном концентрировались в крепостях в качестве гарнизонных войск. Общая численность таких войск в конце августа 1674 года составляла всего около 3000 человек. В столице, Берлине, в то время находилось только 500 солдат, оставшихся в городе по причине их ограниченной боеспособности, и 300 новобранцев. Ввиду этого вербовка новых войск должна была быть объявлена немедленно. Кроме того, курфюрст приказал губернатору выступить с общим призывом к сельскому населению и горожанам, чтобы компенсировать за счёт ополченцев отсутствие обученных солдат. Так называемый «Landvolkaufgebot» («народный призыв») был впервые объявлен со времён средневековья, когда фермеры и горожане также могли быть использованы для нужд обороны. Однако лишь после длительных переговоров между сословиями городов с одной стороны и губернатором - с другой государство смогло начать в конце декабря 1674 года принудительную мобилизацию. Наиболее эффективной такая мера стала в городах Кёльн и Берлин (8 полков из 1300 солдат). Она также была успешно использована в Альтмарке для мобилизации селян. Кроме того, губернатор получил подкрепления в конце января 1675 года за счёт солдат из вестфальских провинций.

## Ход вторжения

### Начало шведского вторжения (25 декабря 1674 — апрель 1675)

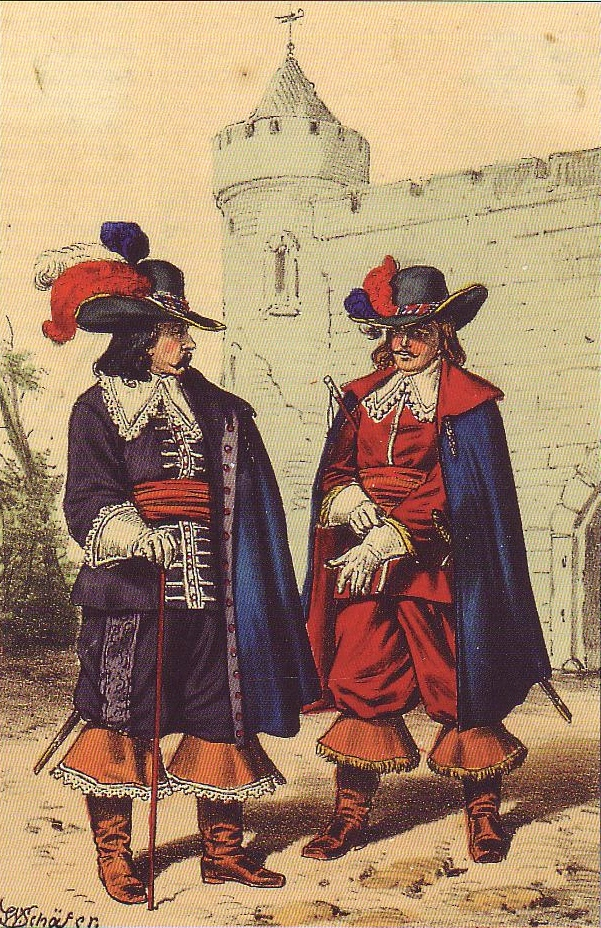
Бранденбургский капитан и бранденбургский лейтенант

15 (25) декабря 1674 года шведские войска прошли через Пазевальк и вторглись в Уккермарк без официального объявления войны. Согласно сообщению шведского фельдмаршала Карла Густава Врангеля посланнику Бранденбурга Дубиславу фон Хагену 20 (30) декабря 1674 года, шведская армия должна была покинуть Бранденбург, как только Бранденбург примирится с Францией. Формально Швеция не считала свои действия войной, поэтому полного разрыва отношений между Швецией и Бранденбургом не произошло.
Цифры, касающиеся первоначальной численности шведской армии, почти половина которой весной состояла из немцев, варьируются в источниках от 13 700 до 16 000 человек и 30 орудий.
Для поддержки престарелого и страдавшего от подагры фельдмаршала Карла Густава Врангеля были выделены фельдмаршалы Симон Грундель-Хельмфельт и Отто Вильгельм фон Кёнигсмарк. Однако неясность командования мешала выдавать чёткие распоряжения, чтобы направлять движение шведской армии.
Вступление Швеции в войну привлекло внимание европейских держав. Воинская слава Тридцатилетней войны создавала Швеции славу непобедимой державы в глазах современников. Немецкие наёмники охотно предлагали шведам свои услуги. Некоторые немецкие государства (Бавария, Саксония, Ганновер и епископство Мюнстер) согласились присоединиться к шведско-французскому альянсу.
Шведская армия создала свою штаб-квартиру в Пренцлау.
В то же время после поражения в битве при Туркгейме от французов 26 декабря 1674 года основная армия Бранденбурга отправилась на зимние кварталы в Швайнфурт, куда прибыла 31 января 1675 года. Из-за зимней непогоды и понесённых потерь курфюрст решил не разворачивать немедленно свою главную армию для отпора шведам в Уккермарке. Кроме того, внезапный выход Бранденбурга с западного театра войны потревожил бы его союзников — таким образом, шведы добились бы своей цели и вывели Бранденбург из войны с Францией.
Без подкрепления районы Ноймарка к востоку от Одера и Передняя Померания не могли удерживаться Бранденбургом, за исключением нескольких укреплённых мест. Миттельмарк, напротив, мог быть удержан относительно небольшим количеством войск, потому как на севере было лишь несколько проходов через болота около Ораниенбурга, Креммена, Фербеллина и Фризака, а на востоке регион был прикрыт течением Одера. Таким образом, в результате сложившихся обстоятельств оборона Бранденбурга была сформирована вдоль линии от Кёпеника через Берлин, Шпандау, Ораниенбург, Креммен, Фербеллин и Хафельберг до реки Эльба. Кроме того, гарнизон крепости Шпандау был усилен с 250 до 800 человек. В Берлине гарнизон был увеличен до 5000 человек.
Шведы, однако, оставались неактивны и не смогли воспользоваться отсутствием бранденбургской армии, сосредоточившись на наращивании собственной численности за счёт вербовки наёмников. Это бездействие было частично связано с внутриполитическим конфликтом между старым и новым правительством Швеции, что препятствовало постановке чётких военных целей и приводило к изданию противоречивых распоряжений.
В конце января 1675 года Карл Густав Врангель собрал свои войска возле Пренцлау и 4 февраля пересёк Одер со своими главными силами, направляясь в Померанию и Ноймарк. Шведские войска оккупировали Старгард, Ландсберг, Нойстетин, Коссен и Зёллихау. Померания была занята до Лауэнбурга. Затем Врангель разместил шведскую армию на зимние квартиры в Померании и Ноймарке.
Когда в начале весны стало ясно, что Бранденбург-Пруссия не выйдет из войны, шведский двор издал приказ о более строгом режиме оккупации, который должен быть усилен, чтобы оказать давление на курфюрста. Это изменение шведской оккупационной политики последовало быстро, в результате чего резко возросли репрессии в отношении гражданского населения. Несколько современных хронистов описывали эти репрессии как худшие со времён Тридцатилетней войны. Однако до весны 1675 года никаких значительных боевых действий не было. Губернатор Бранденбург Иоганн Георг II Ангальт-Дессау описал это состояние неопределённости в письме к курфюрсту 24 марта / 3 апреля 1675 года:
"ни мира, ни войны"
Иоганн Георг II Ангальт-Дессау

### Шведская весенняя кампания (начало мая 1675 — 25 июня 1675)
Французский посланник в Стокгольме потребовал 20 (30) марта, чтобы шведская армия распространила свою оккупацию на Силезию и вела себя сообразно французским планам. Однако французская позиция изменилась в последующие недели и дала шведам больше свободы в принятии решений на этом театре. Тем не менее, посланник в Стокгольме выразил обеспокоенность в связи с предполагаемым отводом шведских войск.
В начале мая 1675 года шведы начали весеннюю кампанию, на которой настаивали французы. Её целью было пересечение Эльбы, чтобы соединиться со шведскими войсками в Бремене и 13 тысячной армией Иоганна Фридриха, герцога Брауншвейгского и Луненбургского. Итак, шведская армия, которая теперь выросла до 20 000 человек и 64 пушек, вошла в Уккермарк через Штеттин. Хотя способности шведской армии не были сопоставимы с возможностями предыдущих времён, прежний восхищённый взгляд на военную мощь Швеции сохранялся. Это привело, не в последнюю очередь, к быстрому успеху. Первые бои проходили в районе Лёкница, где 5 (15(мая 1675 года укреплённый замок, включавший гарнизон из 180 человек под командованием полковника Гётца, был сдан после однодневного обстрела шведской армией под командованием обервахтмейстера Йобста Сигизмунда, в обмен на беспрепятственный проход в Одербург. В результате Гётц был позже приговорён к смертной казни военным судом и казнён 24 марта 1676 года.
После захвата Лёкница шведы быстро продвинулись на юг и заняли Нойштадт, Вризен и Бернау. Их следующей целью была долина Рейна, занятая ранее бранденбургским ополченцами (Landjäger), вооружёнными фермерами и лесниками (Heidereitern) в качестве меры предосторожности. Губернатор отправил войска из Берлина и шесть пушек в качестве подкреплений под командованием генерал-майора фон Зоммерфельда, чтобы иметь возможность скоординировать оборону бродов в Ораниенбурге, Креммене и Фербеллине.
Шведы продвигались по линии Рейна в три колонны: первой командовал генерал Шталь (на Ораниенбурга), второй — генерал Дальвиг (на Креммен), третьей (отборные 2000 солдат) — генерал Гротаузен (на Фербеллин). В течение нескольких дней у Фербеллина шла тяжёлая борьба за переправу. Поскольку шведам не удалось сюда прорваться, колонна переместилась в Ораниенбург, где, благодаря местным фермерам, был обнаружен брод, позволивший примерно 2000 шведам пересечь реку. Как следствие, позиции Бранденбурга в Креммене, Ораниенбурге и Фербеллине были оставлены.
Вскоре после этого шведы совершили неудачный штурм крепости Шпандау. Весь Хафельланд теперь был занят шведами, штаб-квартира которых первоначально была размещена в городе Бранденбург. После захвата Хафельберга шведский штаб был перенесён в Райнсберг 8 (18) июня.
Фельдмаршал Карл Густав Врангель покинул Штеттин 26 мая, чтобы следовать за армией, так как тяжёлый приступ подагры приковал его к постели на 10 дней. Общее руководство армией было передано его сводному брату, генерал-лейтенанту Вальдемару Врангелю. При этом между генералами возникла разобщённость, в результате чего началась общая потеря дисциплины в армии, вылившаяся в грабежи и другие злоупотребления со стороны солдат против гражданского населения. В результате этого шведы потеряли две недели при пересечении Эльбы.
Больной и прикованный к креслу фельдмаршал Карл Густав Врангель, наконец, добрался до своей армии 9 (19) июня. Он немедленно запретил все грабежи и приказал отвести разведотряды в Магдебург. 11 (21) июня он отправился с полком пехоты и двумя кавалерийскими полками (1500 лошадей) в Хафельберг, куда он прибыл 12 (22) июня, чтобы занять Альтмарк. С этой целью у заготовил бревна и рассчитывал возвести понтонный мост через Эльбу.
В то же время Врангель отдал приказ генерал-лейтенанту Вальдемару Врангелю возглавить главную армию и продвигаться вместе с ней через мост в Ратенове в направлении Хафельберга. Генерал-лейтенант Врангель, под командованием которого находилось около 12 000 человек, был в это время в Бранденбурге-на-Хафеле. К 21 июня большая часть владений Бранденбурга находилась в руках Швеции. Однако запланированное шведское пересечение Эльбы в Хафельберге 27 июня не состоялось.
Тем временем, курфюрст Бранденбурга Фридрих Вильгельм пытался найти союзников, прекрасно зная, что силы, находящиеся в его распоряжении, сами по себе не достаточны для кампании против Швеции. С этой целью он 9 марта отправился на переговоры в Гаагу. Переговоры и необходимые встречи с дружественными силами продолжались до 20 мая. В результате Голландия и Испания объявили войну Швеции по настоянию курфюрста. При этом он не получил никакой помощи от Священной Римской империи и Дании, после чего курфюрст принял решение освобождать Бранденбург от шведов без посторонней помощи. 6 июня 1675 года он провёл военный парад и направил 15 000 своих солдат в Магдебург тремя колоннами.

### Кампания курфюрста Фридриха Вильгельма (23 — 29 июня 1675)

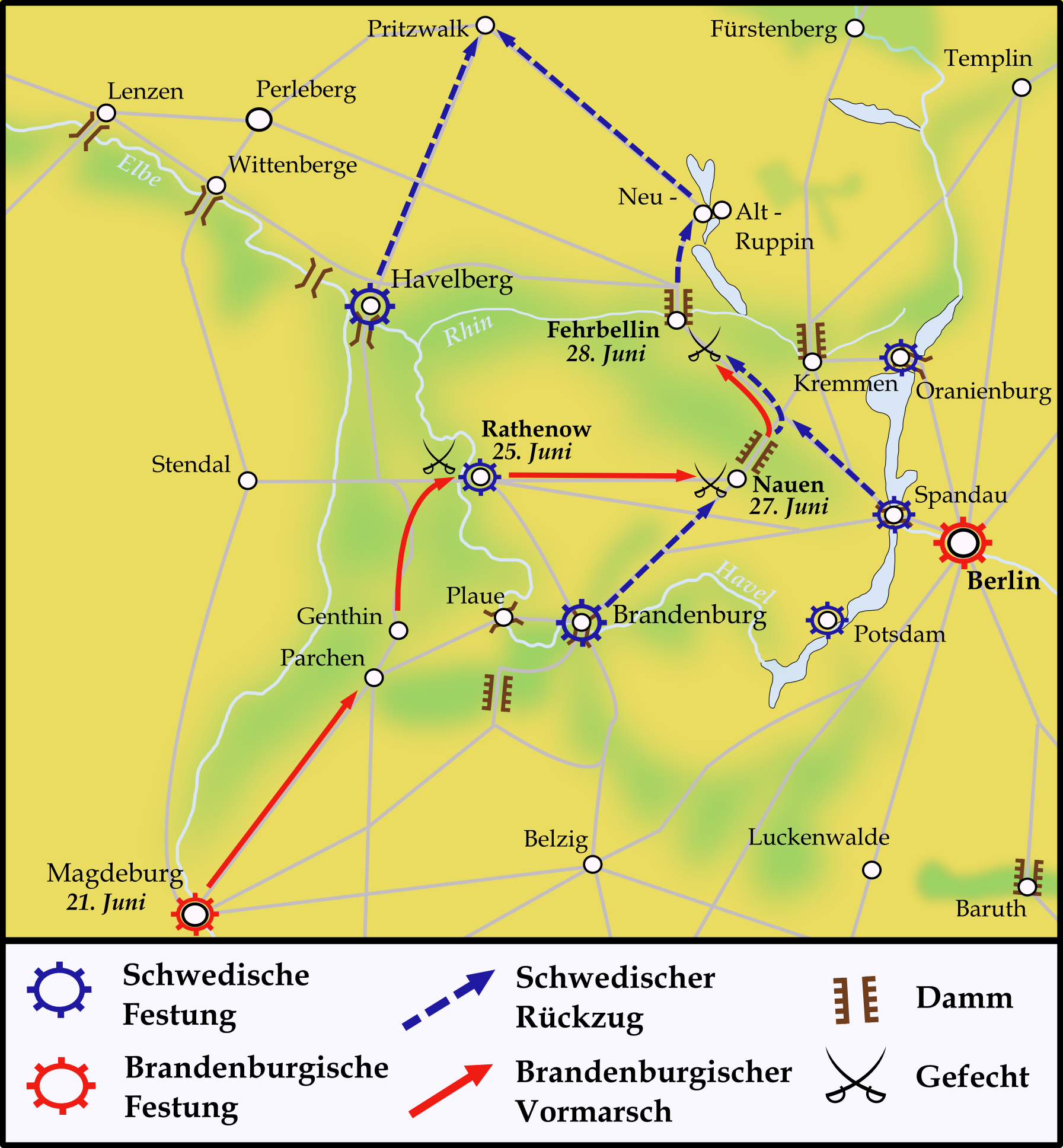
Карта кампании Фридриха Вильгельма

21 июня бранденбургская армия достигла Магдебурга. В результате слабой разведки прибытие солдат Бранденбурга, похоже, не было замечено шведами, и поэтому Фридрих Вильгельм принял меры предосторожности, чтобы защитить своё тактическое преимущество. Только когда он добрался до Магдебурга он получил точную информацию о местной ситуации. Из перехваченных писем оказалось, что шведские и ганноверские войска собирались объединиться и атаковать Магдебург. После проведения военного совета курфюрст решил прорваться через линию Хафеля в самом слабом для шведов месте — у Ратенова.
Утром 23 июня, около 3 часов утра, армия Бранденбурга отправилась из Магдебурга. Поскольку успех плана зависел от эффекта неожиданности, курфюрст продвигался только со своей конницей, состоявшей из 5000 всадников в 30 эскадрильях и 600 драгун. Кроме того, 1350 мушкетёров везли в обозах, чтобы обеспечить их мобильность. Артиллерия состояла из 14 орудий различных калибров. Эту армию возглавлял курфюрст и 69-летний фельдмаршал Георг фон Дерфлингер. Кавалерия находилась под командованием генерала кавалерии Фридриха, ландграфа Гессен-Хомбургского, генерал-лейтенанта Гёрцке и генерал-майора Людеке. Пехотой командовали генерал-майоры фон Гётце и фон Пёльниц.
25 июня 1675 года бранденбургская армия достигла Ратенова. Под личным руководством фельдмаршала Дерффингера бранденбургцам удалось разгромить шведский гарнизон, состоявший из шести эскадрилий драгун, в кровавых уличных боях.
В тот же день основная шведская армия вышла из Бранденбурга-на-Хафеле в Хафельберг, где планировалось пересечение Эльбы. Но общая стратегическая ситуация резко изменилась после падения Ратенова, и пересечение Эльбы в Хафельберге стало опасным. Фельдмаршал Карл Густав Врангель, находившийся в Хафельберге без припасов, теперь передал основную шведскую армию под командование Вальдемара Врангеля, чтобы присоединиться к нему через Фербеллина.
Шведская штаб-квартира, похоже, совершенно не осознавала фактическое местоположение и силу бранденбургской армии. Генерал-лейтенант Вальдемар Врангель теперь двигался на север, чтобы обеспечить свои линии снабжения. Из-за специфических природных особенностей Бранденбурга в марте в то время было всего два безопасных пути на север, и Врангель решил следовать более коротким, через Науэн, откуда открывались дороги от Фербеллина до Нойруппина, от Креммена до Гранзе и от Ораниенбурга до Пренцлау.
Однако, поскольку и Ораниенбург, и Креммен казались шведам оккупированными врагом, единственный вариант, открытый для них, состоял в том, чтобы отступить через Науэн к Фербеллину. Впереди себя шведский генерал послал передовой отряд из 160 кавалеристов, чтобы обеспечить прохождение путь до Фербеллина.
Курфюрст немедленно разделил свою армию на три части, чтобы заблокировать шведам пути отхода. Подразделение подполковника Хеннига было отправлено в Фербеллин, подразделение генерала Куновски — в Креммен, подразделение капитана Забелица — в Ораниенбург. У них была задача, с помощью местных следопытов, добраться к выходу из болот Хафельланд-Луч раньше шведов, используя малоизвестные маршруты по пересечённой местности. Выполнить задачу удалось только отряду подполковника Хеннига: 100 кирасиров и 20 драгун, с помощью местного егеря, проследовала через Рейнфурт в Ландин и оттуда до Фербеллина. Здесь, воспользовавшись элементом неожиданности, бранденбургцы напали на контингент из 160 шведских кирасиров, охранявших дамбу. В этом бою было убито около 50 шведов. Капитан, лейтенант и восемь солдат были пленены, остальные бежали вместе со своим командиром подполковником Троппом, бросив лошадей. Бранденбург потерял 10 солдат. Бранденбургские солдаты подожгли два моста через реку Рин и разрушили дамбу, отрезать шведам путь на север.

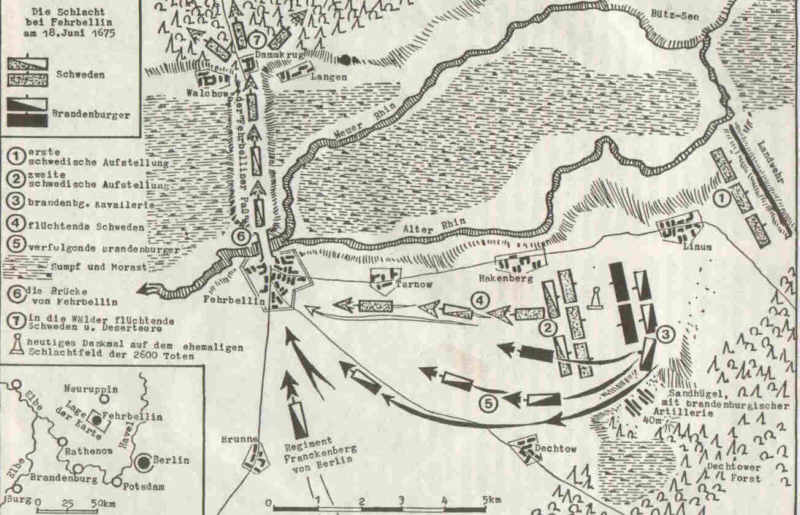
Схематическая иллюстрация битвы при Фербеллине 28 июня 1675 года

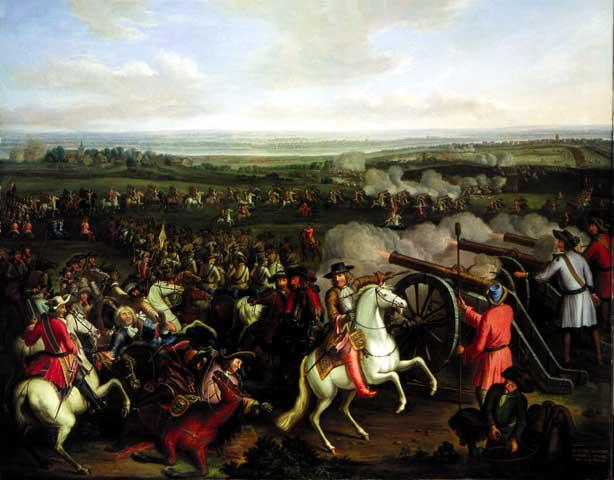
Иллюстрация высот, занятых бранденбургской артиллерией. В центре картины изображён курфюрст Фридрих Вильгельм верхом на коне

27 июня состоялось первое сражение между шведским арьергардом и бранденбургским авангардом — битва при Науэне, закончившаяся возвращением города Бранденбургу. К вечеру две армии были выстроены друг напротив друга для битвы. Однако шведская позиция казалась курфюрсту слишком сильной для успешной атаки, а войска Бранденбурга были измотаны, и курфюрст дал приказ войскам уйти в город встать лагерем. Бранденбургцы ожидали, что на следующее утро выйдут из города для битвы со шведами. Шведы, однако, воспользовались прикрытием ночи, чтобы отступить к Фербеллину. С самого начала их отхода изх Бранденбурга 25 июня до битвы при Науэне 27 июня шведы потеряли в общей сложности около 600 человек, ещё 600 были взяты в плен.
Когда дамба и мост над Рином были разрушены рейдом бранденбургцев, шведы были вынуждены дать решающий бой. Генерал-лейтенант Вальдемар Врангель имел в своём распоряжении 11 000 — 12 000 человек и 7 пушек.
Шведы были катастрофически разгромлены в сражении, известном как битва при Фербеллине, но под прикрытием ночи смогли восстановить мост и бежать на север. Их потери значительно увеличились во время отступления через Пригниц и Мекленбург. Во время битвы и последующего бегства было убито 2400 шведских солдат, от 300 до 400 захвачены в плен, в то время как Бранденбург потерял 500 солдат.

## Последствия
Шведская армия потерпела сокрушительное поражение и, в том числе в результате их поражения при Фербеллине, потеряла свой ореол непобедимости. Остатки армии оказались на шведской территории в Померании, откуда они начинали вторжение.
Общая стратегическая ситуация в Швеции ухудшилась ещё больше, когда в летние месяцы Дания и Священная Римская империя объявили Швеции войну. Их владения в Северной Германии (епископство Бремен и Верден) внезапно оказались под угрозой. В последующие годы ослабленная Швеция была вынуждена сосредоточиться на защите территорий в северной Европе от многочисленных нападений.
Стратегический план Франции, напротив, оказался успешным: Бранденбург-Пруссия все ещё официально воевал с Францией, но его армия отступила с Рейнского фронта и должна была сосредоточить все свои дальнейшие усилия на войне со Швецией.